# Pristomyrmex brevispinosus
Pristomyrmex brevispinosus es una especie de hormiga del género Pristomyrmex, tribu Crematogastrini, familia Formicidae. Fue descrita científicamente por Emery en 1887.
Se distribuye por Borneo, China, India, Indonesia, Japón, Malasia, Filipinas y Tailandia. Se ha encontrado a elevaciones de hasta 615 metros. Habita en bosques húmedos.